# Eutaxia virgata
Eutaxia virgata är en ärtväxtart som beskrevs av George Bentham. Eutaxia virgata ingår i släktet Eutaxia och familjen ärtväxter. Inga underarter finns listade i Catalogue of Life.